# Comuna Bălteni, Vaslui
Bălteni este o comună în județul Vaslui, Moldova, România, formată din satele Bălteni (reședința), Bălteni-Deal și Chetrești.

## Demografie
Componența etnică a comunei Bălteni
     Români (97,16%)
     Alte etnii (2,84%)
Componența confesională a comunei Bălteni
     Ortodocși (96,09%)
     Alte religii (0,88%)
     Necunoscută (3,03%)
Conform recensământului efectuat în 2021, populația comunei Bălteni se ridică la 1.585 de locuitori, în creștere față de recensământul anterior din 2011, când fuseseră înregistrați 1.523 de locuitori. Majoritatea locuitorilor sunt români (97,16%). Din punct de vedere confesional, majoritatea locuitorilor sunt ortodocși (96,09%), iar pentru 3,03% nu se cunoaște apartenența confesională.

## Istorie
La sfârșitul secolului al XIX-lea, comuna nu exista, iar teritoriul comunei făcea parte din comuna Brodoc (în prezent, sat component al municipiului Vaslui). De asemenea, pe teritoriul actual al comunei, funcționa doar comuna Chetrești (în plasa Stemnicul al județului Vaslui), alcătuită din satele Chetrești (Pietrești), Albești, Răduiești și Deleni care avea o populație de 1325 de locuitori. În comună funcționa o școală mixtă și patru biserici.
Anuarul Socec din 1925 consemnează satul Bălteni-Deal, dar tot pe teritoriul comunei Brodoc. Aceiași sursă menționează comuna Chetrești ca fiind reședința plășii Delești a aceluiași județ, având o populație de 1367 de locuitori, iar în plus, comunei îi se alipește și cătunul Fundoaia.
În 1931, pe teritoriul actual al comunei actuale, apare și satul Bălteni-Vale, parte tot a comunei Brodoc. De asemenea, comuna Chetrești se desființează iar vechile sate ale comunei (Albești, Delești, Răduiești și Fundoaia), formează comuna Delești.
Comuna Bălteni se înființează de abia după cel de-al Doilea Război Mondial, pe teritoriul regiunii Bârlad, preluând și satul Chetrești, anterior parte a comunei Delești. În anul 1956, regiunea Bârlad se desființează, iar comuna este înglobată în cadrul regiunii Iași, urmând ca în anul 1968, să se revină la împărțirea țării pe județe, iar comuna să fie transferată județului Vaslui, reînființat. Tot atunci, satul Bălteni-Vale a primit numele de Bălteni.

## Politică și administrație
Comuna Bălteni este administrată de un primar și un consiliu local compus din 11 consilieri. Primarul, Constantin-Relu Brașoveanu[*], de la Partidul Social Democrat, este în funcție din 2008. Începând cu alegerile locale din 2024, consiliul local are următoarea componență pe partide politice:
|  | Partid                          | Consilieri | Componența Consiliului | Componența Consiliului | Componența Consiliului | Componența Consiliului | Componența Consiliului | Componența Consiliului | Componența Consiliului | Componența Consiliului | Componența Consiliului |
|  | ------------------------------- | ---------- | ---------------------- | ---------------------- | ---------------------- | ---------------------- | ---------------------- | ---------------------- | ---------------------- | ---------------------- | ---------------------- |
|  | Partidul Social Democrat        | 9          |                        |                        |                        |                        |                        |                        |                        |                        |                        |
|  | Alianța pentru Unirea Românilor | 1          |                        |                        |                        |                        |                        |                        |                        |                        |                        |
|  | Partidul Național Liberal       | 1          |                        |                        |                        |                        |                        |                        |                        |                        |                        |